# هاکی ریدج (آرکانزاس)
هاکی ریدج (آرکانزاس) (به انگلیسی: Hickory Ridge, Arkansas) یک شهر در ایالات متحده آمریکا با جمعیت ۳۸۴ نفر است که در آرکانزاس واقع شده‌است.

## موقعیت جغرافیایی
موقعیت جغرافیایی شهرها و مناطق اطراف به شرح زیر است: